# Florin-Cornel Popovici
Florin-Cornel Popovici (n. 13 septembrie 1971, Timiș, Republica Socialistă România) este un politician român și fost judecător, ales în 2024 deputat din partea partidului Alianța pentru Unirea Românilor (AUR). 

## Biografie
Florin-Cornel Popovici s-a născut pe 13 septembrie 1971 în județul Timiș din Republica Socialistă România. A fost director al Curții de Conturi Timiș.

## Carieră politică (2024–prezent)
În urma alegerilor parlamentare din 2024 pe 1 decembrie, Popovici a fost ales membru al Camerei Deputaților, în circumscripția nr. 37 Timiș, preluând mandatul pe 21 decembrie. Ca deputat este membru al Comisiei Copentru buget, finanțe și bănci. El face parte din grupurile parlamentare de prietenie pentru Spania, Luxemburg și Africa de Sud.